# Рімстаун (Пенсільванія)
Рімстаун (англ. Reamstown) — переписна місцевість (CDP) в США, в окрузі Ланкастер штату Пенсільванія. Населення — 3367 осіб (2020).

## Географія
Рімстаун розташований за координатами 40°12′45″ пн. ш. 76°7′4″ зх. д. / 40.21250° пн. ш. 76.11778° зх. д. (40.212388, -76.117708).  За даними Бюро перепису населення США в 2010 році переписна місцевість мала площу 5,88 км², з яких 5,85 км² — суходіл та 0,03 км² — водойми.

## Демографія
Згідно з переписом 2010 року, у переписній місцевості мешкала 3361 особа в 1237 домогосподарствах у складі 934 родин. Густота населення становила 572 особи/км².  Було 1299 помешкань (221/км²).
Расовий склад населення:
| - 95,9 % — білих - 2,0 % — азіатів - 0,7 % — чорних або афроамериканців - 0,2 % — корінних американців |

До двох чи більше рас належало 0,7 %. Частка іспаномовних становила 1,9 % від усіх жителів.
За віковим діапазоном населення розподілялося таким чином: 26,1 % — особи молодші 18 років, 61,4 % — особи у віці 18—64 років, 12,5 % — особи у віці 65 років та старші. Медіана віку мешканця становила 40,1 року. На 100 осіб жіночої статі у переписній місцевості припадало 99,7 чоловіків;  на 100 жінок у віці від 18 років та старших — 97,3 чоловіків також старших 18 років.
Середній дохід на одне домашнє господарство  становив 72 922 долари США (медіана — 66 875), а середній дохід на одну сім'ю — 79 348 доларів (медіана — 78 750). Медіана доходів становила 56 190 доларів для чоловіків та 31 534 долари для жінок. За межею бідності перебувало 19,4 % осіб, у тому числі 38,0 % дітей у віці до 18 років та 8,2 % осіб у віці 65 років та старших.
Цивільне працевлаштоване населення становило 1788 осіб. Основні галузі зайнятості: виробництво — 24,2 %, освіта, охорона здоров'я та соціальна допомога — 18,1 %, роздрібна торгівля — 16,4 %.